# Estland i olympiska sommarspelen 2016
Estland deltog med 45 deltagare vid de olympiska sommarspelen 2016 i Rio de Janeiro. Totalt vann de en bronsmedalj.

## Medaljer
| Medalj | Namn                                                  | Sport | Gren                  |
| ------ | ----------------------------------------------------- | ----- | --------------------- |
| Brons  | Tõnu Endrekson Andrei Jämsä Allar Raja Kaspar Taimsoo | Rodd  | Herrarnas scullerfyra |